# Владимир Летников
Владимир Летников (Кишињев, 7. октобар 1981) је молдавски атлетичар, олимпијац, специјалиста за троскок и скок удаљ, национални рекордер и троструки учесник Летњих олимпијских игара.
Национални рекорд у троскоку од 17,06 м на отвореном постигао је у Београду 2002. а од 16,85 м у дворани у Кишињеву 2008. године.

## Значајнији резилтати
| Молдавија | Молдавија                        | Молдавија                       | Молдавија | Молдавија  | Молдавија        |
| Година    | Такмичење                        | Место                           | Пласман   | Дисциплина | Резултат м       |
| --------- | -------------------------------- | ------------------------------- | --------- | ---------- | ---------------- |
| 2000.     | Светско првенсто за јуниоре У-20 | Сантјаго, Чиле                  | 20.       | скок удаљ  | 7,16 (-0,3 м/с)  |
| 2000.     | Светско првенсто за јуниоре У-20 | Сантјаго, Чиле                  | 18.       | троскок    | 15,35 (+0,2 м/с) |
| 2001.     | Европско првенство У-23          | Амстердам, Холандија            | 10.       | троскок    | 15,99 (+0,1 м/с) |
| 2002.     | Европско првенство               | Минхен, Немачка                 | 18.       | троскок    | 16,09            |
| 2003.     | Светско првенство у дворани      | Бирмингем, Уједињено Краљевство | 9.        | троскок    | 16,20            |
| 2003.     | Европско првенство У-23          | Бидгошћ, Пољска                 | 10.       | троскок    | 15,78 (+0,6 м/с) |
| 2003.     | Универзијада                     | Тегу, Јужна Кореја              | 10.       | тросјкок   | 16,18            |
| 2004.     | Олимпијске игре                  | Атина, Грчка                    | 32.       | троскок    | 16,25 (-0,5 м/с) |
| 2005.     | Европско првенство у дворани     | Мадрид, Шпанија                 | 13.       | троскок    | 16,04            |
| 2005.     | Универзијада                     | Измир, Турска                   | 8.        | троскок    | 16,14            |
| 2008.     | Олимпијске игре                  | Пекинг Кина                     | 24.       | троскок    | 16,62 (+0,5 м/с) |
| 2009.     | Европско првенство у дворани     | Торино, Италија                 | 9.        | троскок    | 16,41            |
| 2009.     | Универзијада                     | Београд, Србија                 |           | троскок    | 16,80            |
| 2009.     | Светско првенство                | Берлин, Немачка                 | 40.       | троскок    | 15,88(+0,5 м/с)  |
| 2010.     | Европско првенство               | Барселона, Шпанија              | 12.       | троскок    | 16,37            |
| 2011.     | Европско првенство у дворани     | Париз, Француска                | 13.       | троскок    | 16,32            |
| 2013.     | Европско првенство у дворани     | Гетеборг, Шведска               | 11.       | троскок    | 16,46            |
| 2014.     | Светско првенство у дворани      | Сопот, Пољска                   | 11.       | троскок    | 15,83            |
| 2014.     | Европско првенство               | Цирих, Швајцарска               | 16.       | троскок    | 16,28            |
| 2015.     | Европско првенство у дворани     | Праг, Чешка                     | 10.       | троскок    | 16,18            |
| 2016.     | Европско првенство               | Амстердам, Холандија            | 26.       | троскок    | 15,98(+0,9 м/с)  |
| 2016.     | Олимпијске игре                  | Рио де Жанеиро, Бразил          | 38.       | троскок    | 15,29 (+0,3 м/с) |